# 中川観秀
中川 観秀（なかがわ かんしゅう、1876年11月15日 - 1938年12月18日）は、日本の政治家。衆議院議員（1期）。

## 経歴
長崎県出身。1902年、東京哲学館(現・東洋大学)哲学科卒。長崎市議、同参事会員、同副議長、長崎県議、同参事会員を歴任する。佐世保軍港新聞記者、長崎新聞記者、同主筆、同社長、長崎高等女学校保護者会理事、瓊浦中学校保護者会長、長崎市教育会理事となる。
1930年の第17回衆議院議員総選挙において長崎1区(当時)から立憲民政党公認で立候補したが次点で落選した。1932年の第18回衆議院議員総選挙で当選。その後、国民同盟に移り、1936年の第19回衆議院議員総選挙には出馬しなかった。1938年死去。